# Агаларов, Идрис Фархад оглы
Идрис Фархад оглы Агаларов (азерб. İdris Fərhad oğlu Ağalarov ; 20 октября 1917, Тифлис — 4 мая 1975, Баку, Азербайджанская ССР) — азербайджанский советский оперный певец (лирический баритон), заслуженный артист Азербайджанской ССР (1943), народный артист Азербайджанской ССР (1958).

## Биография
В 1939 году окончил Бакинское музыкальное училище. С 1937 года — солист Азербайджанского государственного академического театра оперы и балета.
В 1943 году окончил Бакинскую консерваторию по классу проф. С. К. Гольской.

## Избранные партии
- Шах-Велад («Шахсенем» Глиэра),
- Явер («Азад» Джангирова),
- Онегин («Евгений Онегин» П. И. Чайковского),
- Мазепа («Мазепа» П. И. Чайковского),
- Эскамильо («Кармен» Ж. Бизе),
- Демон («Демон» А. Рубинштейна)
- Фигаро («Свадьба Фигаро» Моцарта)) и др.

Обладал голосом, свободно и ровно звучащим во всех регистрах, добивался естественности и доходчивости музыкальной фразировки.
Известен как исполнитель камерной музыки.